# Contea di Kittson
La contea di Kittson, in inglese Kittson County, è una contea dello Stato del Minnesota, negli Stati Uniti. La popolazione al censimento del 2000 era di 5 285 abitanti. Il capoluogo di contea è Hallock.

## Contee e municipalità confinanti
- Municipalità rurale di Emerson-Franklin (Manitoba, Canada) - nord
- Municipalità rurale di Stuartburn (Manitoba, Canada) - nord
- Contea di Roseau - est
- Contea di Marshall - sud
- Contea di Walsh (Dakota del Nord) - sud-ovest
- Contea di Pembina (Dakota del Nord) - ovest

## Comuni

### Cities
- Donaldson
- Hallock (capoluogo)
- Halma
- Humboldt
- Karlstad
- Kennedy
- Lake Bronson
- Lancaster
- St. Vincent